# Rosa Giovannetti
Rosa Giovannetti, kallad Rosina, född 16 oktober 1896 i Rom, död 30 januari 1929 i Rom, var en italiensk romersk-katolsk jungfru, kateket och violinist. Hon förklarades som Guds tjänare den 17 juli 1963.

## Biografi
Rosa Giovannetti studerade vid Accademia Nazionale di Santa Cecilia i Rom. I sin församling tjänstgjorde hon som kateket och utförde välgörenhetsarbete bland de fattiga.